# Mikael Kallin
Leif Mikael Kallin, född 7 september 1974, är en svensk skådespelare och regissör.

## Biografi
Kallin studerade vid Teaterhögskolan i Malmö 1997–2001. Han gjorde 15 roller på Dramaten mellan 2000 och 2005 och debuten där skedde i En midsommarnattsdröm. 2003 regisserade han föreställningen Verandan 15: Ingen rövare finns i skogen vid samma teater. 2005–2006 var han vid Stockholms Stadsteater. Utöver teatern har Kallin medverkat i TV-serierna Kommissionen (2005) och Andra Avenyn (2007).
Sedan november 2010 är han konstnärlig ledare för Junibackens teater i Stockholm.

## Filmografi
- 2005 – Kommissionen (TV-serie)
- 2007 – Andra Avenyn (TV-serie)

## Teater

### Roller (ej komplett)
| År   | Roll                                                          | Produktion                                                             | Regi                           | Teater                 |
| ---- | ------------------------------------------------------------- | ---------------------------------------------------------------------- | ------------------------------ | ---------------------- |
| 1999 |                                                               | Horisonten är här Mats Kjelbye                                         | Alexander Öberg Malin Stenberg | Teater Bhopa           |
| 2001 | En av Oberons älvor                                           | En midsommarnattsdröm (A Midsummer Night's Dream) William Shakespeare  | John Caird                     | Dramaten               |
| 2001 | Lelio Bert Korpen                                             | Pinocchio Carlo Collodi                                                | Agneta Ehrensvärd              | Dramaten               |
| 2005 | Peter Niles                                                   | Elektratrilogin Eugene O'Neill                                         | Alexander Öberg                | Stockholms stadsteater |
| 2005 | Tiggare                                                       | Tolvskillingsoperan Bertolt Brecht och Kurt Weill                      | Lars Rudolfsson                | Stockholms stadsteater |
| 2005 | Max Nils Sture Peder Welamson                                 | Erik XIV August Strindberg                                             | Lennart Hjulström              | Stockholms stadsteater |
| 2006 | Svalan Maskrosen Nyttoväxt Backabarn Julbock Fru Fabriksägare | Petter och Lotta och stora landsvägen Lucas Svensson efter Elsa Beskow | Carolina Frände                | Dramaten               |